# Dynastie des Comnènes
La dynastie des Comnènes régna de 1081 à 1185 sur l’Empire byzantin.
Après un net recul de ses frontières en Asie Mineure et la perte de ses possessions en Italie dans la deuxième moitié du XIe siècle, l’Empire byzantin entreprit sous les Comnènes une période de redressement continu bien qu’incomplet. Cinq empereurs (Alexis Ier, Jean II, Manuel Ier, Alexis II et Andronic Ier) tentèrent pendant 104 ans et par divers moyens de tenir tête aux noblesses terrienne et militaire, soit en favorisant des membres de leur propre famille (Alexis Ier), soit en faisant appel à des conseillers de l’extérieur (Jean II), soit en privilégiant l’une d’elles (Manuel Ier), soit en persécutant l’une et l’autre (Andronic 1er). La réforme du système monétaire conduite par Alexis Ier permit de relancer la vie économique et commerciale, mais cette dernière fut contrariée par l’ascendant de plus en plus considérable que prirent les marchands étrangers, vénitiens d’abord, génois et pisans ensuite, établis à Constantinople. Sur le plan extérieur, les Comnènes cherchèrent à freiner l’avancée des Turcs en Anatolie, tout en maintenant de bonnes relations avec eux pour avoir les mains libres dans la délicate conduite des relations avec les royaumes francs de Palestine et de Syrie et, à travers eux, avec les puissances européennes qui leur étaient apparentées. Mais ce furent les Normands qui, après s’être attaqués aux possessions byzantines du sud de l’Italie et s’être dirigés vers Constantinople, portèrent le coup de grâce à cette dynastie.

## D’Isaac Comnène à AlexisIerComnène (1057-1081)

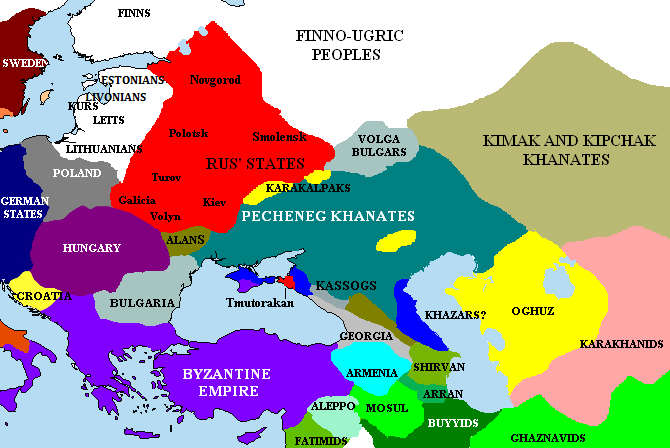
Le khanat des Petchenègues aux environs de l'an 1000. Apparus au VIIIe siècle dans l'empire khazar, ils s'installent au Xe siècle au nord de la Caspienne. Vaincus par les Russes au XIe siècle, ils tentent de s'installer au sud du Danube.

Lorsque l’impératrice Théodora se trouva sur le point de mourir, la noblesse du palais la contraignit d’adopter un sénateur déjà âgé, simple et inoffensif, Michel le Stratiotique, pensant ainsi s’emparer du pouvoir effectif. Celui-ci fut proclamé empereur sous le nom de Michel VI Bringas (1056-1057). Son règne ne dura qu’un an et dix jours pendant lesquels l’hostilité entre fonctionnaires et généraux atteignit son paroxysme. Le 8 juin 1057, les troupes d’Asie se révoltèrent et proclamèrent empereur leur commandant, Isaac Comnène. Après s’être rallié les troupes d’Europe, restées fidèles à Michel VI, Isaac entra sans difficulté à Constantinople où il entreprit de réformer l’État en profondeur, se créant des ennemis dans toutes les classes de la société. Pour remplir le trésor public, vidé par Constantin IX Monomaque, il révoqua un grand nombre de concessions terriennes s’aliénant ainsi les grands propriétaires. L’Église se détourna de lui lorsqu’il entra en conflit avec le patriarche, Michel Ier Cérulaire, qu’il fit arrêter en 1059. Enfin, il se mit à dos les hauts fonctionnaires et les sénateurs en réduisant drastiquement leurs salaires. Sentant à quel point ses efforts étaient vains, abandonné de tous et malade, l’empereur abdiqua et se retira dans un monastère après avoir choisi Constantin Doukas comme successeur. Le premier Comnène n’avait pas réussi à fonder de dynastie,.
L’arrivée d’Isaac Comnène au pouvoir avait marqué l’avènement de la noblesse militaire de province. Celle de Constantin X Doukas (1059-1067) celle du retour de l’aristocratie urbaine et de la bureaucratie du palais. Les années qui suivirent, jusqu’à l’arrivée au pouvoir d’Alexis Comnène, furent remplies par la lutte incessante de ces deux classes, lutte qui affaiblit l’empire et facilita la tâche des nombreux envahisseurs qui se pressaient à ses frontières, Turcs, Petchénègues et Normands.
Ayant trouvé la situation financière difficile à son avènement, Constantin X Doukas réduisit systématiquement les dépenses militaires, rendant l’armée incapable de défendre les frontières. À la fin de son règne et de celui de son successeur, Romain IV Diogène (1068-1071), l’œuvre de la dynastie macédonienne était ruinée.

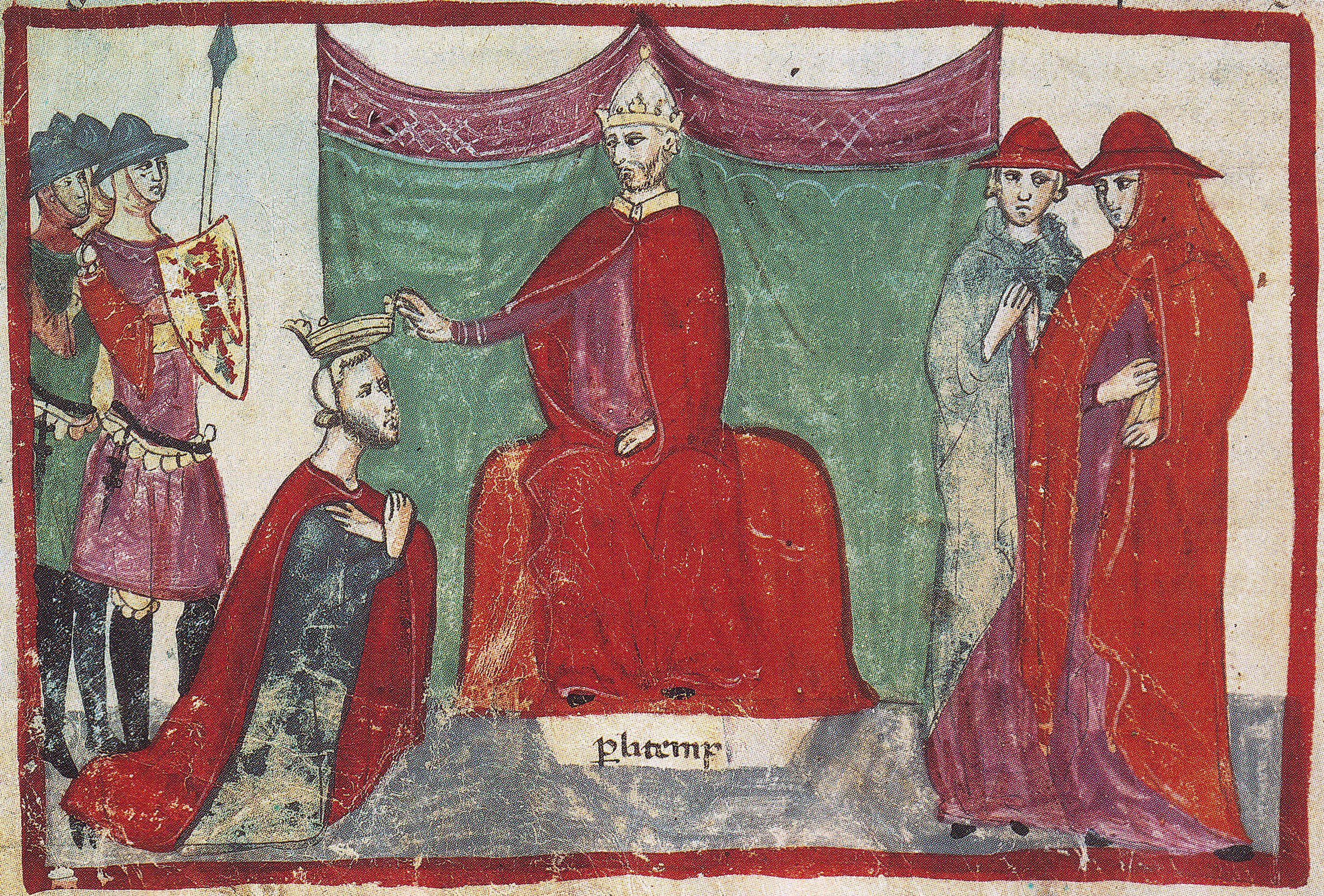
Robert Guiscard fait duc par le pape Nicolas II, d'après la Nouvelle Chronique de Giovanni Villani.

À l’ouest, les Normands, mercenaires venus du nord de l’Europe, menaçaient déjà les possessions byzantines du sud de l’Italie. Élu en janvier 1059, le pape Nicolas II eut recours à eux pour expulser de Rome l’antipape Benoît X. En remerciement, le pape donna la principauté de Capoue à Richard Ier d'Aversa et celle de Pouilles et de Calabre au Normand Robert Guiscard, lequel, en prenant Palerme en 1072, mettra définitivement fin à la présence byzantine en Italie,,.
Au nord-ouest, les Hongrois passèrent le Danube pour s’emparer de Belgrade, pendant que les Oghouzes envahissaient une partie des Balkans, que la Croatie, qui venait de déclarer son indépendance, choisissait de faire obédience à Rome plutôt qu’à Constantinople, et que Constantin X installait le reste des Ouzes finalement défaits par les Bulgares et la peste dans l’empire,,.
À l’est, les Turcs seldjoukides avaient balayé les restes de la puissance arabe en Asie et, après avoir soumis la Perse, avaient traversé la Mésopotamie, s’emparant de Bagdad, capitale des califes. Ils reprirent bientôt l’Arménie et, après avoir ravagé la Cilicie, s’emparèrent de Césarée en 1067. Romain IV, qui avait remporté un certain succès lors des campagnes de 1068 et 1069, fut défait lors de la terrible défaite de Mantzikert en 1071 et dut concéder aux Turcs l’ensemble de l’Anatolie,.
La défaite de Mantzikert devait avoir pour conséquence la déchéance de Romain IV Diogène et l’avènement de Michel VII Doukas (1071-1078). Le pouvoir retournait à l’aristocratie urbaine, alors qu’il eût fallu un militaire d’expérience pour conserver les provinces, sources de la richesse de l’empire. À Constantinople, chacun des partis rivaux engagea des troupes turques, si bien que celles-ci se répandirent dans ce qui restait encore à conquérir de l’empire sans même avoir à combattre. En 1076, l’anarchie était à son comble, aggravée par une épidémie de peste, par une famine due aux spéculations du premier ministre de Michel VII et par une nouvelle invasion des Turcs. Le 3 octobre 1077, l’armée d’Occident proclamait empereur son chef, le général Nicéphore Bryenne, alors qu’une semaine plus tard l’armée d’Orient faisait de même en faveur du domestique des Scholes, Nicéphore III Botaniatès. Ce fut Nicéphore Botaniatès qui l’emporta et entra à Constantinople en mars 1078,.
Le règne de Nicéphore III Botaniatès (1078-1081) se résume en une lutte sans merci entre généraux rivaux, qui devait se terminer par le triomphe du plus capable d’entre eux, Alexis Ier Comnène. Aussi habile diplomate que fin stratège, Alexis Comnène sut trouver un terrain d’entente avec les Doukas. Son épouse, Irène Doukas était du reste la petite-fille du césar Jean qui devint son allié. Alexis lui-même fut adopté par l’impératrice Marie pour défendre les droits de son fils, le jeune Constantin Doukas. En fait, avertis de ce que tramaient contre eux les ministres de Nicéphore III, les frères Isaac et Alexis Comnène quittèrent Constantinople en février 1081 pour rejoindre leur armée à Tchorlou, d’où elle devait chasser les Turcs de Cyzique. C’est là qu’Alexis fut proclamé empereur par son armée. Le mois suivant, il entrait à Constantinople après avoir conclu un accord avec un autre prétendant, Nicéphore Mélissène, qui s’était proclamé empereur l’année précédente, et lui avoir promis le titre de César. Sentant la partie perdue, Nicéphore III abdiqua et se retira dans un monastère,.

## AlexisIerComnène (1081-1118)

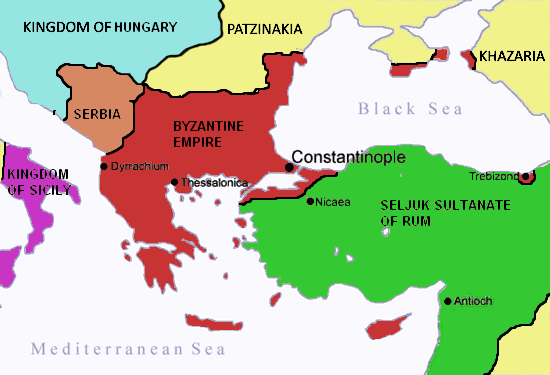
L'empire byzantin en 1081, à l'avènement d'Alexis Ier

### Politique intérieure
À son arrivée au pouvoir, Alexis I Comnène héritait d’un empire considérablement réduit où régnaient l’anarchie et le désordre : le gouvernement devait faire face à la fronde de la noblesse civile, les Turcs seldjoukides occupaient la plus grande partie de l’Asie mineure, les Petchenègues menaçaient les provinces danubiennes et Robert Guiscard se préparait à attaquer Constantinople.

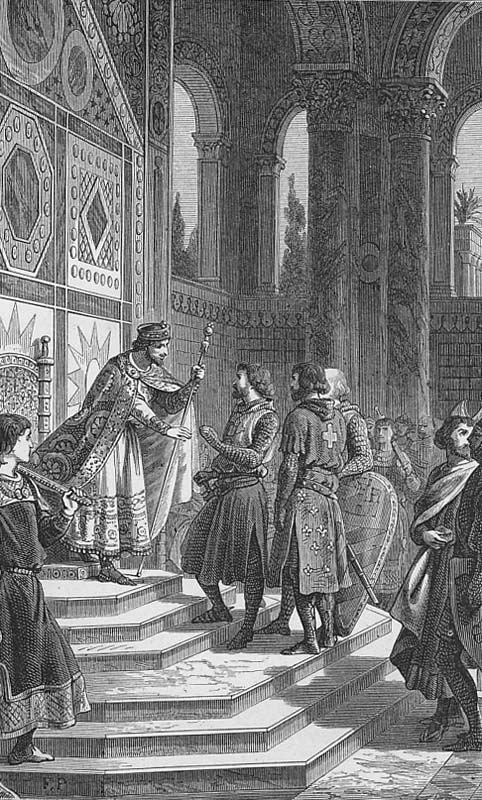
Alexis Ier recevant les chefs croisés. S'il avait fait appel à l'Occident, il espérait la venue de chevaliers pour l'aider à lutter contre les Turcs, non des princes anxieux de délivrer Jérusalem.

Alexis accéda au trône grâce à l’appui conjugué de la noblesse militaire et de la famille Doukas, à laquelle il était lié par son mariage avec Irène Doukaina. Toutefois, après la naissance de son premier héritier mâle, Jean Comnène (1088), et son association au trône (1092), il n’hésitera pas à priver de ses droits à la couronne Constantin Doukas, le fils de l’impératrice Marie Doukas et de Michel VII dont il avait fait son héritier. À la suite de quoi, il força l’impératrice Marie à se retirer dans un couvent, établissant ainsi la suprématie de la famille Comnène sur celle des Doukas,.
Par diverses mesures, Alexis s’efforça dès le début de son règne d’installer au centre du pouvoir les membres de sa famille dont sa mère, Anna Dalassena, son frère Isaac, son beau-frère Nicéphore Mélissène, son fils Jean et son beau-fils Nicéphore Bryenne. Il leur accorda, entre autres, le privilège de prélever directement des taxes sur des terres qui leur étaient octroyées sans avoir à passer par le gouvernement, système qui sous Manuel I sera concédé aux militaires et deviendra la pronoïa (provision),,.
Les membres de sa famille seront également les premiers bénéficiaires de la réforme des titres de la famille impériale et de la fonction publique, rendue nécessaire par les concessions massives de titres sous le régime de la noblesse des fonctionnaires. C’est ainsi qu’Alexis créa pour son frère Isaac le nouveau titre de sébastocrator, qui prit préséance sur le titre de césar. Il put ainsi, sans grever le Trésor impérial, donner aux hauts fonctionnaires des titres qui étaient autrefois réservés aux jeunes membres de la maison impériale. Avec l’ajout de divers préfixes, ces titres pouvaient engendrer une échelle de préséance inépuisable. Le seul titre de hypertatos se subdivisait en sébastohypertatos, pansébastohypertatos et protopansébastohypertatos. Dans l’armée, le titre de megas dux remplaça celui de dux pour désigner le grand amiral sous lequel était placée la flotte de guerre. À partir du milieu du XIe siècle, les deux domestiques d’Orient et d’Occident deviendront grands domestiques. Enfin, Alexis consolidera l’administration en mettant l’ensemble des départements sous la direction d’un λογοθέτης τών σεκρέτων (logothèton ton sekreton) qui, à partir du XIIe siècle, sera connu comme le grand logothète, poste équivalent à celui de premier ministre,,,.
Désireux de mettre au pas sénateurs et eunuques du palais, Alexis n’hésita pas à s’entourer de conseillers de rang modeste, dont plusieurs Francs, ce qui lui vaudra l’hostilité de nombre de sénateurs, qui participeront aux complots fomentés contre lui, ainsi que de grands propriétaires terriens d’Anatolie dont les terres avaient été saisies par les Turcs et qui furent écartés par la suite du pouvoir.

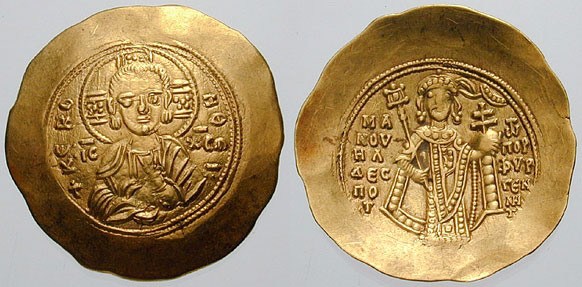
Hyperpyron de Manuel Ier, montrant le Christ au recto et l'empereur tenant le labarum et le globe cruciphère au verso.

Faisant face, lors de son arrivée au pouvoir à une grave crise financière, Alexis devra avoir recours, dans les premières années de son règne, à divers stratagèmes, dont la dépréciation de la monnaie amorcée sous Nicéphore Botaniatès. Au même moment, jusqu'à six types différents de nomismata seront en circulation,. Toutefois, après avoir aidé les villes de province à reprendre leur place dans l’économie de l’empire et avoir réglementé le commerce, Alexis procéda à une vaste réforme monétaire. En 1092, la monnaie de base devint l’hyperpyre (« très raffiné »), fait d’or presque pur, auquel s’ajoutait l’electrum (mélange d’or et d’argent) et le billon (mélange d’argent et de cuivre). Avec le tetarterom (cuivre), ces pièces constitueront le système monétaire ayant cours pendant toute la dynastie des Comnènes,,.
Homme d’une grande piété, comme en témoignent ses nombreuses fondations monastiques et les statuts qu’il leur accorda, Alexis n’hésita pas à mettre la main sur les biens ecclésiastiques lorsqu’il fallut lever une armée pour lutter contre les Normands. Et, bien qu’il ait promis de restituer ces biens et passé un édit en 1082 interdisant de nouvelles confiscations, il eut recours à des méthodes fort similaires quelques années plus tard,. Mais l’Église trouva aussi en lui un ardent défenseur de l’orthodoxie, notamment contre les Bogomiles, dont il fit juger et bruler vif le chef Basile, ou contre l’enseignement néoplatonicien contraire à la doctrine chrétienne diffusé par Jean l’Italien, lequel, en tant que « consul des philosophes », dirigeait l’université impériale,,.

### Défense et politique étrangère
Lorsqu’il arriva au pouvoir, Alexis se retrouva à la tête d’une armée réduite mais efficace, recrutée pendant les règnes de Michel VII et de Nicéphore III, composée principalement de mercenaires étrangers (les Varègues) et de quelques corps d’élite (les excubites, les athanates et les vestiaires), de même que quelques tagmas de Thrace et de Macédoine, et quelques corps ethniques : Pauliciens, Turcs et Francs. Cette armée fut anéantie lors des guerres avec les Normands et les Petchenègues. Ce n’est qu’après le passage de la première croisade que l’empereur fut en mesure d’établir une stratégie de défense cohérente, basée sur une armée composée de trois sortes d’unités : (1) les mercenaires étrangers sous leurs propres commandants et les troupes venant de différentes parties de l’empire (Thrace, Macédoine…), (2) les Petchenègues et (3) les troupes byzantines proprement dites. Les soldats de ces dernières étaient à la solde de la famille impériale et de la grande propriété des pronoïaires des différentes régions de l’empire. Dans ce système, les postes de commandement étaient presque tous assumés par des membres de la famille impériale étendue,,.

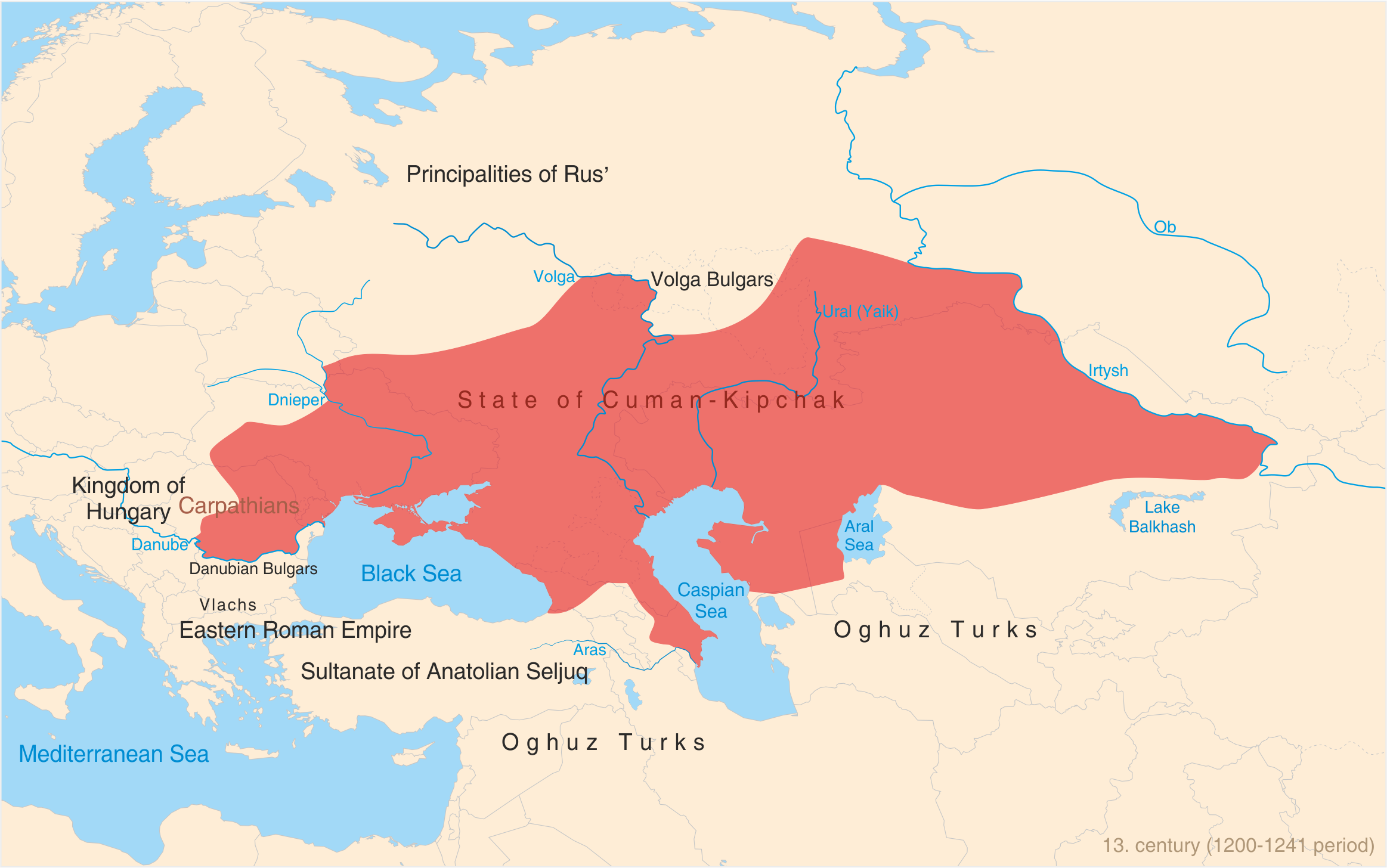
L'État couman au XIIe siècle.

Alexis rebâtit également la flotte impériale, laquelle, pratiquement inexistante lors de la guerre contre Robert Guiscard, retrouve son efficacité lors de la guerre contre Bohémond et reconquiert la Crète et Chypre,. Mais si celle-ci put être utile pour aider à reconquérir le littoral de l’Asie mineure et les iles, elle ne put assurer le contrôle de la mer, progressivement repris par les républiques italiennes, si bien qu’après la mort d’Alexis, Venise se rendra maitresse des eaux byzantines.
Le rétablissement de l’empire au cours du règne d’Alexis I est toutefois dû moins aux succès militaires qu’à une diplomatie reposant sur un système d’alliances extrêmement brillant, grâce auquel l’empereur compense la faiblesse de ses propres forces. Contre les Normands, il se servit de Venise. Pour neutraliser les Turcs, il dressa les Turcs seldjoukides contre les Turcs danichmendites. Contre les Petchenègues, il utilisa les Coumans. Il utilise les Turcs contre les croisés et les croisés contre les Turcs,.
Peu après son accession au trône, Alexis dut faire face aux Normands de Robert Guiscard, lequel avait envahi les possessions byzantines de l’Italie méridionale. Alexis tenta de contrer ces plans en incitant l’empereur germanique Henri IV à attaquer les États pontificaux, alliés de Guiscard, pendant que ce dernier, menaçant la côte orientale de l’Adriatique, mettait le siège devant Dyrrachium, base arrière nécessaire à une attaque en direction de Constantinople. Dépourvu de flotte, l’empereur demanda l’aide de son alliée naturelle, Venise, menacé par le contrôle des deux rives de l’Adriatique par un seul État. De fait, les Vénitiens inflige une défaite à Robert Guiscard sur mer, mais celui-ci réussit à défaire l’armée byzantine sur terre et à s’enfoncer profondément en territoire impérial. Venise fit payer très cher son aide. Non seulement le doge reçut-il le titre honorifique de protosébastos, mais la république se fit concéder le libre commerce de toutes les marchandises sur l’ensemble du territoire de l’empire, en plus de comptoirs à Galata. Venise s’établissait ainsi fermement comme puissance politique, militaire et commerciale dans l’empire, au détriment des marchands byzantins dont le mécontentement sera une source de difficulté pour plusieurs empereurs par la suite. Quant aux Normands, la mort de Robert Guiscard en 1085 et les désordres qui éclatèrent par la suite en Italie délivrèrent Byzance de ce danger,,,,,.

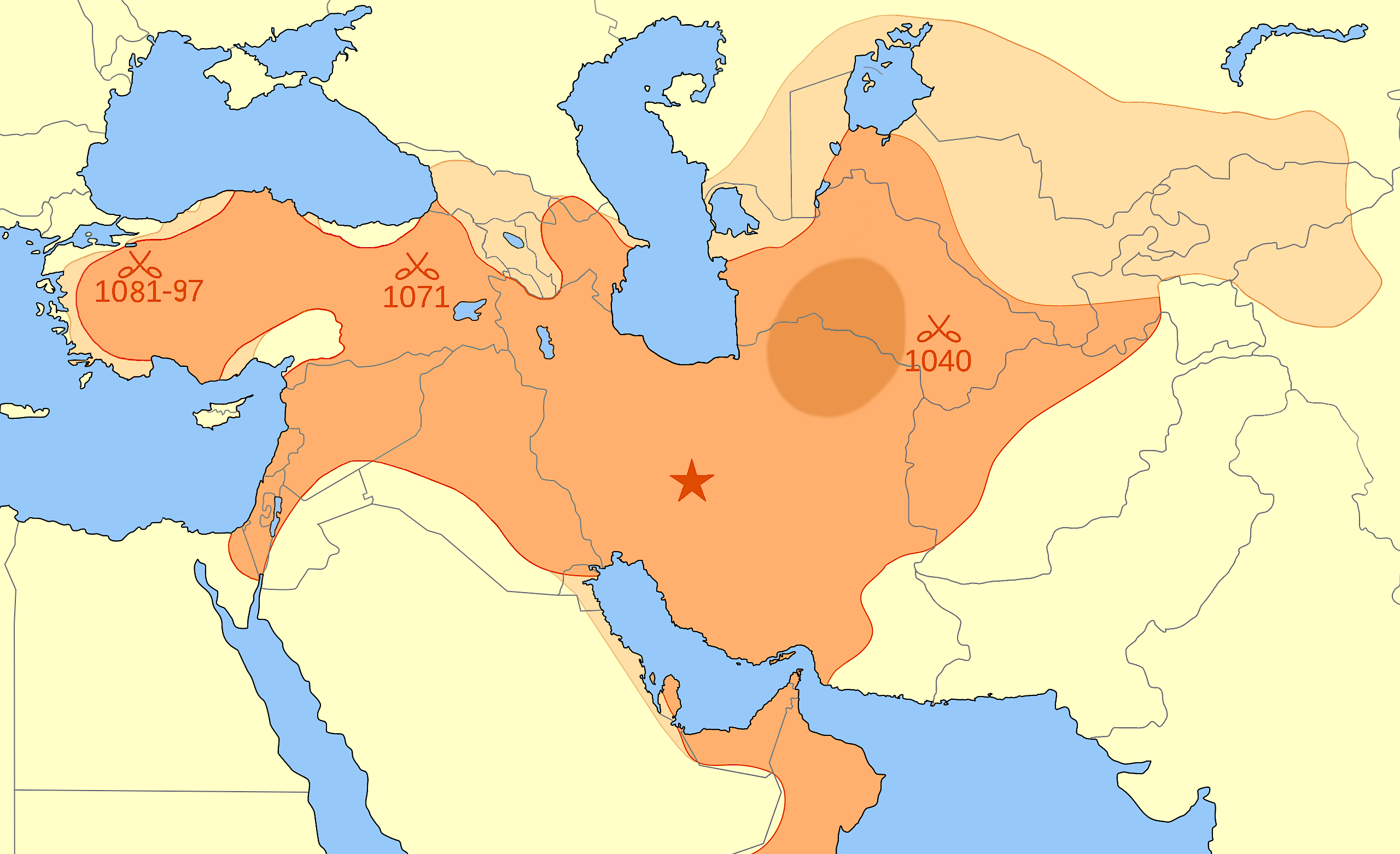
L'empire seldjoukide à son extension maximale en 1092 sous Malik Shah Ier

À l’avènement d’Alexis, un État seldjoukide était né sous la conduite de Soliman. Celui-ci avait déjà aidé Michel VII contre Nicéphore Botaniatès, puis Botaniatès contre Bryenne, et enfin Nicéphore Mélissène contre Botaniatès. En échange, il reçut la moitié des villes enlevées à l’empire, dont Nicée qui devint sa capitale. Étendant ses territoires jusqu’à Smyrne, quartier général de l’ambitieux émir Zachas, Soliman se proclama sultan de la Roum (Rome en turc), avec autorité sur tous les autres Turcs de l’Anatolie, aux dépens du sultan légitime, Malek-Shah. Alexis, qui avait besoin de mercenaires pour sa guerre contre les Normands et voulait voir régner la paix en Anatolie, conclut un traité avec Soliman, qui maintenait la fiction de la souveraineté byzantine en Anatolie, Soliman se reconnaissant vassal de l'empereur. Ceci n’empêcha pas Soliman de s’enfoncer toujours plus profondément en Anatolie, où les places fortes byzantines furent prises l’une après l’autre, au nombre desquelles Antioche en 1085 et Édesse en 1086. Seuls demeuraient aux mains d’Alexis les ports d’Attalie, d’Éphèse, d'Héracléa du Pont et de Trébizonde. La même année toutefois, Soliman devait être tué par les troupes de Malek-Shah, lequel, moins désireux de garder l’Anatolie que de s’emparer de l’Égypte fatimide, proposa une alliance à Alexis. Fort heureux de pouvoir jouer les Turcs les uns contre les autres, celui-ci réussit à reprendre le port de Sinope et Nicomédie. Toutefois, toutes ses troupes étant occupées sur le Danube, il ne put poursuivre son avantage,,.
Devant affronter les Normands sur la côte de l’Adriatique et les Turcs en Anatolie, Alexis dut aussi repousser les Petchenègues qui, après s’être installés en Bulgarie et s’être alliés aux Coumans, leurs frères de race, envahirent la Thrace en 1086. Deux années consécutives, les Petchenègues tentèrent de se frayer un chemin vers Andrinople et parvinrent jusque sous les murs de Constantinople en 1090, laquelle se trouva aussi assiégée du côté de la mer par l’émir Tzachas, qui avait fait alliance avec les Petchenègues. Fort heureusement pour les Byzantins, une querelle éclata entre Petchenègues et Coumans lors du partage du butin à la suite de la bataille de Dristra sur le Danube. Alexis décida alors de faire appel aux Coumans, qui y répondirent avec empressement. Le 29 avril 1091, au pied du Mont Lebounion, les Petchenègues furent pratiquement anéantis. Les quelques survivants furent ou bien enrôlés dans l’armée impériale, ou bien établis sur des terres au nord-ouest de Thessalonique. L’empereur réussit de la même manière à se débarrasser de Tzachas en concluant une alliance avec l’émir de Nicée, Aboul Kassim, puis avec son successeur, Kilidj Arslan. Leurs forces combinées parvinrent à mettre en déroute celles de Tzachas, qui se réfugia chez le sultan, où il fut égorgé,,,.

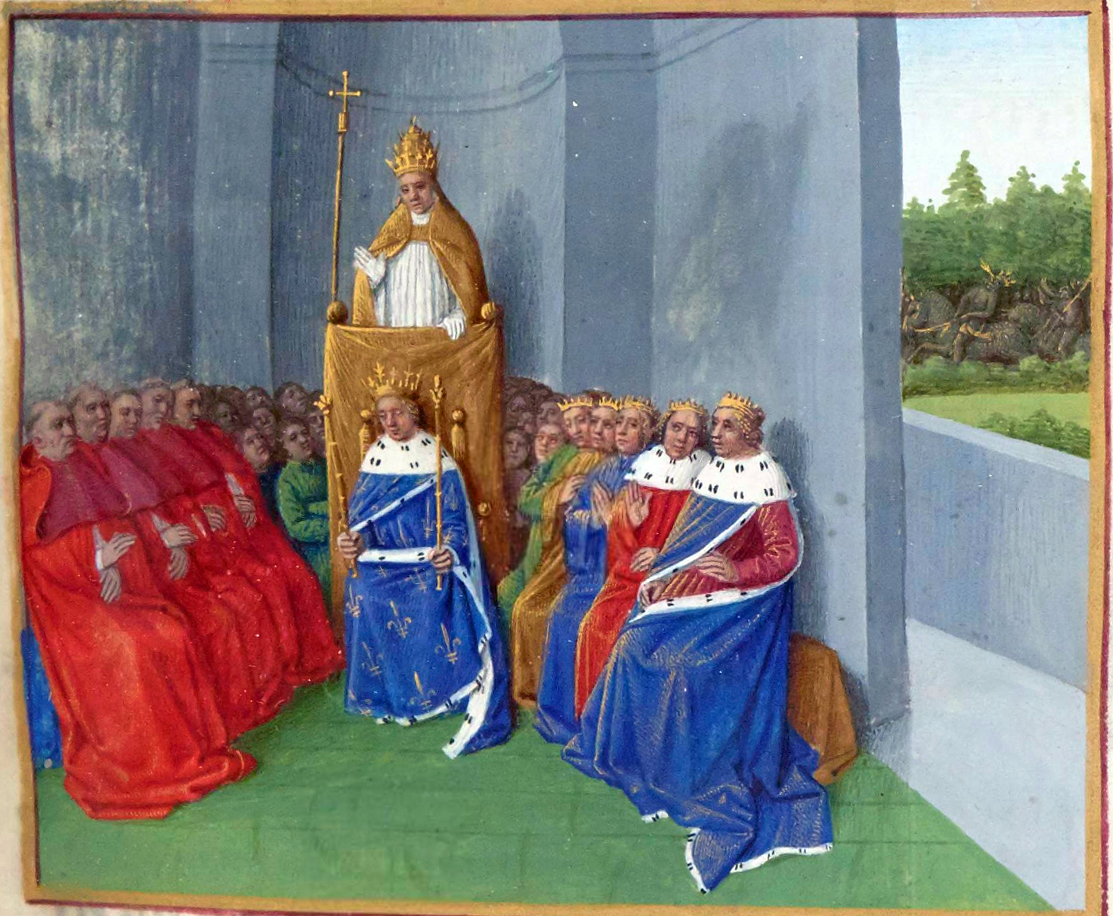
Le pape Urbain II prêchant la première croisade à Clermont-Ferrand le 27 novembre 1095 en présence du roi Philippe Ier.

Après un règne de quatorze ans, Alexis semblait avoir éloigné tous les périls et, comme l’affirme Anne Comnène, « le calme régnait dans les provinces maritimes ». Même les relations avec la papauté s’étaient améliorées après la disparition des acteurs du drame de 1054. En 1095, Alexis écrivit au pape Urbain II pour demander que des chevaliers chrétiens d’Occident l’aident à tenir les musulmans en échec et suggéra que le pape vienne lui-même à Constantinople présider un concile qui réglerait les questions encore en suspens entre les deux Églises. L’idée d’une croisade pour délivrer le Saint-Sépulcre était tout à fait étrangère aux Byzantins, pour qui la Palestine, prise par les Seldjoukides en 1077, ferait naturellement retour à l’empire lorsque celui-ci viendrait à bout des Turcs,,,.
Mais en Occident, un grand mouvement de ferveur religieuse s’était emparé à la fois de l’Église, qui vivait la grande réforme clunisienne, des masses paysannes, accablées par une crise économique sans précédent, et d’une noblesse en mal d’aventures et de nouvelles possessions. Si Alexis ne voulait pas se voir déposséder de son titre de défenseur des chrétiens, il ne pouvait non plus s’opposer trop directement à l’enthousiasme des croisés qui pouvaient servir sa cause. Il se débarrassa assez facilement d'une première croisade sous la conduite de Pierre d’Amiens, dit Pierre l’Ermite, en faisant transporter les croisés de l’autre côté du Bosphore où, en dépit de ses conseils, leurs bandes indisciplinées et insuffisamment approvisionnées attaquèrent les Turcs de Nicée et furent en grande partie massacrées,,.
Plutôt que des milliers de croisés impatients de délivrer Jérusalem, l’empereur aurait désiré la venue de quelques centaines de chevaliers bien armés et entrainés qui, sous son autorité, lui auraient permis de reconquérir l’Anatolie. Il se trouva bientôt confronté à des armées totalisant environ cinq mille cavaliers et trente mille fantassins, alors que l’armée impériale ne disposait que de vingt mille soldats. De plus ces armées étaient conduites par des princes souverains qui entendaient diriger eux-mêmes les opérations. Parmi eux se trouvait Bohémond, fils de Robert Guiscard, qu’Alexis avait eu à combattre quelques années auparavant. Pour tourner cette difficile situation à son avantage, l’empereur exigea que les croisés lui prêtent le serment d’hommage que la féodalité avait introduit en Occident, faisant ainsi d’eux ses vassaux, et qu’ils lui remettent toutes les villes ayant déjà appartenu à l’empire qu’ils prendraient. En revanche, il promettait d’assurer l’approvisionnement des croisés en vivres et en munitions, et de se joindre à eux avec toute son armée. Bien qu’à contrecœur pour certains d’entre eux, presque tous prêtèrent le serment désiré.

L'Anatolie en 1097, avant le siège de Nicée.

Pour parvenir en Palestine, les croisés devaient longer la côte de l’Anatolie. Ce fut l’occasion pour les croisés et les Byzantins de s’emparer de Nicée, capitale de l’ancien allié Kilidj Arslan. Conformément aux ententes, la ville fut remise à l’empereur, conformément aux accords avec les Croisés. Alexis y installa une garnison, la ville sert alors de base arrière pour la reconquête de l'Asie Mineure : Smyrne, Éphèse, Sardes et plusieurs autres villes repassent ainsi sous contrôle byzantin.
Peu à peu toutefois, les relations entre croisés et Byzantins se détériorèrent. Sur la route de Constantinople, les Normands de Bohémond furent régulièrement attaqués par des bandes de Petchenègues qui affirmèrent être aux ordres de l’empereur. Le comte de Toulouse et son armée de Provençaux furent également attaqués par des Slaves alors qu’ils longeaient la côte dalmate. Même le légat pontifical, Adhémar du Puy, fut dépouillé par des Petchenègues. Après la conquête de Nicée, les croisés furent scandalisés par l’attitude de l’empereur qui offrit aux Turcs de s’enrôler dans les armées byzantines ou d’obtenir un sauf-conduit pour rentrer chez eux.
La rupture définitive éclata lors de la prise d’Antioche, le 3 juin 1098. Une querelle s’éleva entre Raymond de Toulouse et Bohémond. Prenant prétexte des atermoiements de l’empereur, Bohémond refusa de remettre la ville aux Byzantins et en fit le centre d'une principauté, tandis que les autres croisés, sous la direction de Raymond de Toulouse, poursuivaient leur route vers Jérusalem, dont ils s’emparaient le 15 juillet 1099, et qu’Alexis livrait bataille pour s’emparer de Trébizonde,.
L’empereur se tourna alors contre Bohémond. Car si la fondation d’un royaume franc dans la lointaine Palestine était tolérable, la création d’une principauté normande à Antioche nuisait autant aux intérêts des Byzantins qu'à ceux des Turcs. Après avoir été fait prisonnier par les Turcs puis libéré contre rançon, Bohémond retourna dans son fief avant de partir pour l’Occident, où il organisa une campagne de dénigrement contre Byzance qu'il accusa de trahir la chrétienté. De retour en octobre 1107 à la tête d’une importante armée, il fit face aux Byzantins mais fut défait et dut reconnaitre l’empereur byzantin comme son suzerain en 1108. Antioche demeura une principauté, mais à titre de fief impérial sous la direction de Tancrède, qui succéda à Bohémond. Bohémond pour sa part retourna en Italie, où il mourut peu après. Alexis tenta, mais en vain, de coaliser les princes francs contre Tancrède,,,,.
L’empereur passa ses dernières années à réorganiser l’administration des territoires d’Asie mineure, où il dut continuer à lutter contre les Turcs dirigés par le nouveau sultan, Malek-Shah II. Le seul autre évènement important de son règne fut le traité qu’il dut signer en 1116 avec Pise après avoir tenté, en vain, de mettre un terme à la piraterie des Pisans qui, avec les Génois, ravageaient la côte ionienne. Ce traité, par les avantages économiques qu’il concédait à la république, démontrait le rôle de plus en plus important des républiques italiennes dans l’empire,,.

## Jean II Comnène (1118-1143)

### Politique intérieure

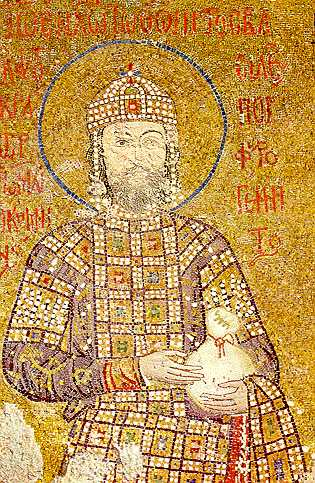
L'empereur Jean II Comnène qui sut se gagner le respect et l'admiration de tous, aussi bien chrétiens que musulmans.

Fille ainée d’Alexis I, Anne Comnène espérait ardemment partager le trône avec son mari, Constantin Doukas, initialement choisi par Alexis I pour lui succéder. Aussi, conçut-elle une haine mortelle contre son jeune frère, Jean, au point de tenter de le faire assassiner au cours des funérailles de leur père. Avec la complicité de sa mère et de son frère Andronic, elle tenta une dernière fois de convaincre Alexis sur son lit de mort de la nommer impératrice. Toutefois, Alexis confirma le choix de Jean comme son successeur,,.
D’un tempérament droit et intègre, Jean II ne tint pas rigueur à sa sœur, qui dut simplement se retirer dans le monastère de la Theotokos Kecharitomene où elle écrivit sa célèbre Alexiade. L’intégrité de Jean était aussi remarquable que la conscience qu’il avait de ses devoirs. Contrairement à son père, il s’abstint de tout népotisme et, gardant sa parenté à distance, s’entoura de conseillers souvent d’origine très modeste, comme Jean Axouch, ancien musulman fait prisonnier par les croisés qui deviendra grand domestique ou commandant en chef des armées,.
Militaire avant tout, Jean Comnène passa la majeure partie de son règne sur les champs de bataille et s’appliqua à renforcer l’armée reconstruite par son père, favorisant le recrutement indigène et la formation militaire.

### Politique extérieure
Si, surtout dans les premières années de son règne, Alexis I avait dû mener une politique essentiellement défensive contre les envahisseurs, Jean II put prendre l’initiative et mener une politique visant à reconquérir des territoires anatoliens controlés par les Turcs, tout en amenant les royaumes latins à reconnaître la suprématie de l’empereur. Pour les Byzantins, il importait moins d’occuper physiquement le territoire (conception féodale occidentale) que de s’assurer que leurs souverains reconnaissent l’empereur comme celui à qui Dieu avait confié la responsabilité de l’Œkoumène.
Dès son avènement, Jean II partit en campagne pour recouvrer l’Anatolie. Toutefois, les évènements le forcèrent à donner priorité aux problèmes qui se posaient en Europe.
En 1122, les Petchenègues, qui, après avoir été vaincus par Alexis, avaient cessé leurs razzias pendant une trentaine d’années, traversèrent le Danube et s’aventurèrent jusqu’en Macédoine et en Thrace. Ce fut leur dernière invasion : Jean II leur fit subir une défaite écrasante, à la suite de laquelle certains prisonniers furent installés sur des terres dans l’empire, alors que les autres étaient enrôlés dans l’armée impériale. On ne devait plus entendre parler d’eux en tant que peuple,,,.

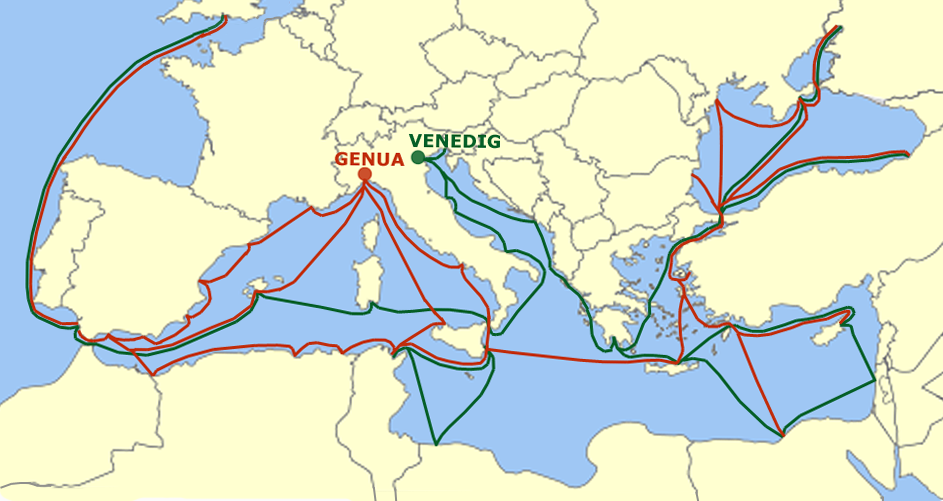
Routes commerciales génoises (rouge) et vénitiennes (vert) en Méditerranée et dans la mer Noire.

L'alliance avec Venise avait été le fondement de la politique d’Alexis dans la lutte contre les Normands en Adriatique. Élu doge en 1117, Domenico Michele demanda à Jean II la reconduction du traité de 1082. Le péril normand s’étant estompé, Jean II, sensible aux récriminations des commerçants byzantins lésés par les privilèges concédés à Venise, refusa abruptement, déclarant que les Vénitiens seraient dorénavant soumis aux mêmes règles que leurs concurrents. En 1121, le doge envoya sa flotte assiéger Corfou, sans succès. Mais au cours des années qui suivirent, Venise devait s’emparer de Rhodes, de Chios, Samos, Lesbos et Andros (1124-1125). Se rendant compte que cette guerre lui coûtait plus que les avantages fiscaux qu’il devrait concéder aux Vénitiens, et sa flotte étant dans l’impossibilité de l’emporter sur la leur, Jean II finit par accepter en 1126 un nouveau traité qui rétablissait les privilèges déjà accordés à Venise,,.
En 1127, Jean dut faire face à une invasion hongroise, le roi Étienne II l’accusant d’avoir donné asile à son oncle, Almus, détrôné par le frère d’Étienne, Coloman. Après avoir capturé Belgrade et Niš, Étienne II s’avança en Bulgarie jusqu’à Philippopolis. Jean se porta à sa rencontre avec une flottille sur le Danube et tomba sur les Hongrois à l’embouchure du Danube et de la Nera, après quoi il reconquit les villes perdues. Le Danube redevint ainsi la frontière de l’empire.
À la même époque, Jean marcha contre les Serbes, chez qui la guerre civile avait éclaté peu avant la mort de Constantin Bodin en 1101. La Bosnie, la Rascie et Hum (Zahumlje) avaient fait sécession de la Dioclée. La Rascie, sous la direction du župan Bolkan, était une alliée de la Hongrie et un foyer d’agitation contre l’empire. Jean II la défit et installa de nombreux prisonniers serbes en Asie mineure comme il l’avait fait avec les Petchenègues,,,.
En 1130 la situation était stabilisée en Europe, et Jean pouvait reprendre l’œuvre entreprise en Asie mineure, dont l’empire contrôlait les côtes nord, ouest et sud, ainsi que les territoires situés au nord-ouest d’une ligne sinueuse allant de la vallée du Méandre (aujourd’hui Büyük Menderes au sud-ouest de la Turquie) au sud-est de la mer Noire, dans la région de Trébizonde gouvernée comme fief impérial par le duc Constantin Gabras. Au sud-est de cette ligne se trouvaient des tribus turques, dont les Danichmendes qui convoitaient les ports de la mer Noire, et diverses tribus nomades qui s’étaient infiltrées dans les vallées fertiles de Phrygie et de Pisidie. Ce faisant, elles avaient coupé la route terrestre du port byzantin d’Attalie (Antalya), depuis lors accessible seulement par mer.

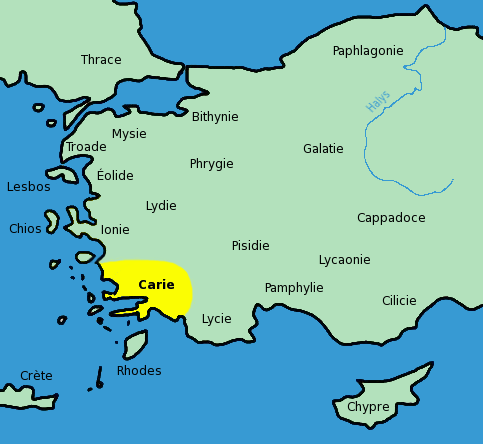
Carte de la vallée de la Carie, où coule le fleuve Méandre.

En 1119, Jean II s’était d’abord dirigé vers l’ancienne capitale de la Phrygie, Laodicée, dont il s’était emparé, avant de se diriger l’année suivante vers Sozopolis, rétablissant les communications terrestres avec Attalie. Il ne devait reprendre cette offensive qu’en 1132, alors que l’émir danichmendite, Ghazi, avait réussi à devenir la première puissance de la région après s’être emparé de Mélitène en 1124 et avoir, en 1030, défait et tué le prince d’Antioche. Jean II partit alors pour la Terre Sainte et réussit à se rallier aussi bien les princes chrétiens que musulmans de Bithynie et de Paphlagonie, si bien que l’empire recouvrit tout le littoral de la mer Noire, du Bosphore au fleuve Tchorok, à l’est de Trébizonde, redevenant ainsi une puissance maritime de premier ordre,,,.
Puis, après avoir soumis les princes arméniens de Cilicie qui conservaient leur indépendance entre les Turcs, l’empire et les États francs, Jean II put entreprendre son grand dessin : reprendre Antioche, imposer sa suzeraineté au roi Foulques de Jérusalem et se voir ainsi reconnu comme le détenteur du pouvoir suprême du monde chrétien. En 1137, il commença le siège d’Antioche dont le nouveau prince, Raymond de Poitiers, se rendit au terme de négociations qui faisaient de lui le vassal, non plus du roi latin de Jérusalem, mais de l’empereur byzantin, moyennant qu’on lui promît la souveraineté d’Alep dès que celle-ci serait reconquise avec son aide. Suivit une série de campagnes qui lui permirent, en 1141, de retourner à Constantinople maître, en théorie du moins, des territoires s’étendant jusqu’à la mer Noire. Toutefois, ici encore, le but de ces expéditions était moins d’occuper le territoire que de forcer les souverains à reconnaître la suzeraineté impériale, comme le montre la prise d’Édesse dont le comte, Jocelyn, put continuer à exercer le pouvoir après s’être déclaré vassal de Jean. Dans ce contexte, la question d’Antioche ne fut jamais clairement résolue, et Raymond, soutenu par le clergé latin, rompit en 1142 les accords conclus. Jean Il préparait une nouvelle offensive contre ce dernier lorsqu’il fut blessé par une flèche empoisonnée au cours d’un accident de chasse et mourut en avril 1143,,,,.

## ManuelIer(1143-1180)

### Un empereur tourné vers l’Occident

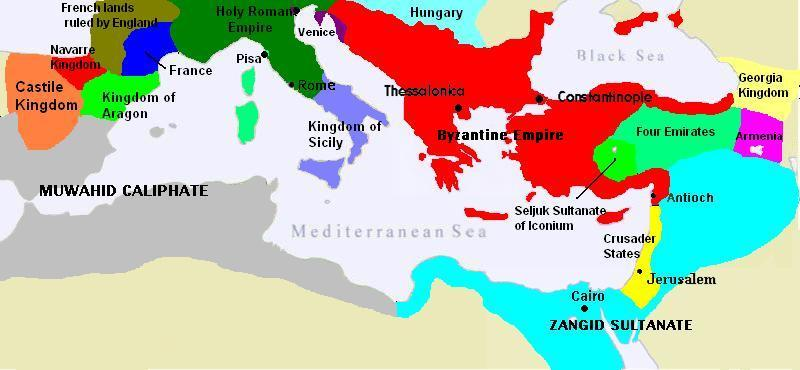
L'empire byzantin au début du règne de Manuel Ier. L'empire est encore une puissance méditerranéenne indiscutée, avec un réseau de clients allant de la Hongrie au royaume de Jérusalem et ayant des liens diplomatiques avec les principales puissances européennes et asiatiques.

Si, en 1130, la situation s’était stabilisée en Europe, un danger pointait à l’horizon : le renouveau de la politique expansionniste normande. Après avoir intégré la Sicile et l’Apulie à son royaume, Roger II s’était fait couronner roi à Palerme le jour de Noël de la même année. Ceci menaçait à la fois les intérêts byzantins dans le sud de l’Italie et éventuellement en Syrie, de même que les intérêts allemands plus au nord. Il était donc logique pour Jean II de s’allier avec l’empereur Lothaire d’abord, puis avec son successeur Conrad III contre Roger,,.
Doté comme son père d’une vive intelligence et d’un charisme naturel, Manuel Ier fut un brillant chef de guerre et un diplomate habile, pénétré de l’idée d’un empire universel. Mais il différait de son père sur deux points : son amour pour tout ce qui venait d’Occident, qui lui fit porter plus d’attention à cette région du monde qu’à l’Asie mineure, et sa conception de l’empire universel, qu’il considérait moins sous l’angle religieux de représentant de Dieu sur terre que sous l’aspect temporel d’une réunification des empires d’Orient et d’Occident,,.
Manuel transforma la cour impériale. Admirateur de la chevalerie occidentale, marié à deux reprises à des princesses occidentales, il abandonna la rigueur et l’austérité de son père pour faire régner à sa cour une atmosphère légère, très éloignée du formalisme rigide qu’avaient imposé les traditions orientales. On y donna même des tournois auxquels prit part l’empereur, spectacle qui en scandalisa plus d’un, de même que scandalisèrent le nombre d’étrangers occidentaux admis à la cour et la variété et l’importance des postes qui leur furent confiés,,,.
Aussi n’est-il pas surprenant que la politique étrangère ait tenu la première place durant son règne. On peut y distinguer trois périodes. La première, qui s’étend de 1143 à 1149 est marquée par la deuxième croisade.

### La période de la deuxième croisade (1143-1149)

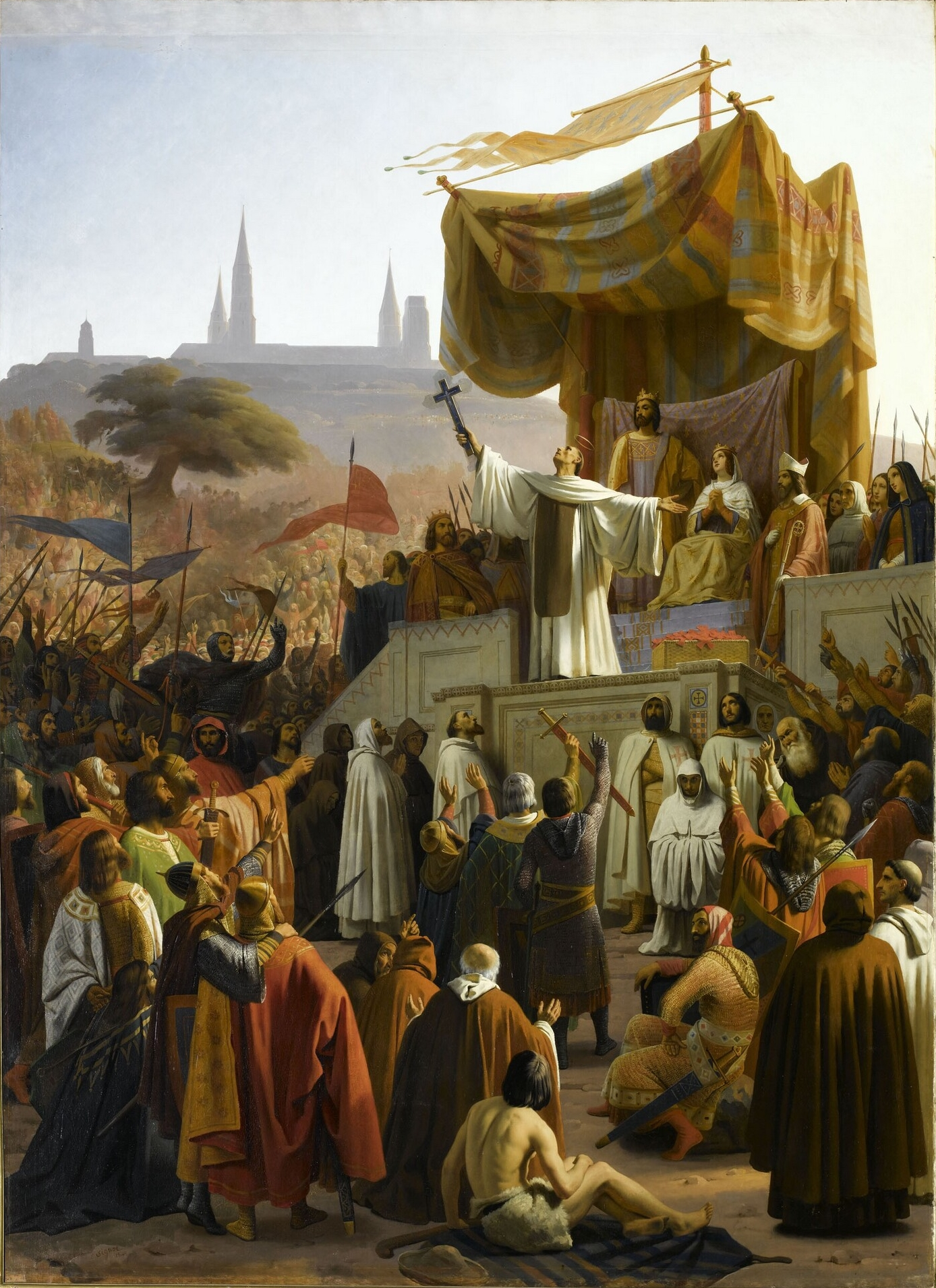
Bernard de Clairvaux prêchant la deuxième croisade à Vézelay en 1146.

La capture d’Édesse par l’atabeg de Mossoul et d’Alep, Imad ed-Din Zengi, avait envoyé une onde de choc à travers la chrétienté, qui avait cru voir dans le succès de la première croisade un signe de la faveur divine. Chassé de Rome par les Romains, le pape Eugène III fit appel à Bernard de Clairvaux pour prêcher une nouvelle croisade que devait diriger le roi de France, Louis VII. Celui-ci écrivit à l’empereur Manuel à l’été 1146 pour solliciter son aide. Instruit par l’expérience de la première croisade, Manuel répondit, comme son aïeul, que les croisés devraient non seulement rembourser leurs frais de subsistance, mais aussi lui prêter serment de vassalité. Les Allemands, premiers arrivés, commencèrent dès le début à piller et ravager le territoire, pendant que le neveu de Conrad III, le jeune duc Frédéric qui devait devenir l’empereur Frédéric Barberousse, s’illustrait de mauvaise manière en brulant un monastère et les moines qui y vivaient en représailles contre une attaque de brigands. Les Français, pour leur part, furent scandalisés d’apprendre à leur arrivée que Manuel, qui craignait peut-être plus l’arrivée des croisés que les Turcs, venait tout juste de signer un traité avec ceux-ci, lui donnant les mains libres de ce côté,,,,,.
Ce fut le moment que choisit Roger II, roi des Normands et allié de Louis VII, pour lancer une attaque contre l’empire et s’emparer de Corfou, avant de se diriger vers le Péloponnèse et de capturer Thèbes et Corinthe, d’où il put rentrer tranquillement en Italie, Manuel étant trop occupé avec les croisés pour lancer une contre offensive. La croisade, elle, tourna vite au fiasco. Après être passées de Constantinople en Asie mineure, les troupes de Conrad III furent anéanties dès la première bataille par les troupes du sultan d’Iconium. Louis VII, passé à son tour en Asie, se dirigea vers Attalia, d’où il s’embarqua pour la Syrie. Mais il ne put prendre Damas, premier objectif des croisés,,.
Malade, Conrad III revint à Constantinople, où il s’engagea à organiser une expédition contre Roger II à laquelle se rallia Venise. Mais Roger II contre-attaqua, à la fois en aidant le duc guelfe à s’insurger contre les Hohenstaufen, forçant Conrad à rentrer d’urgence en Europe, et en soutenant Hongrois et Serbes dans leur lutte contre l’empire. L’Europe se trouvait ainsi divisée en deux camps : d’un côté Byzance, l’Allemagne et Venise, de l’autre les Normands, les Guelfes, la France, la Hongrie et la Serbie,.

### Le renversement des alliances (1149-1158)

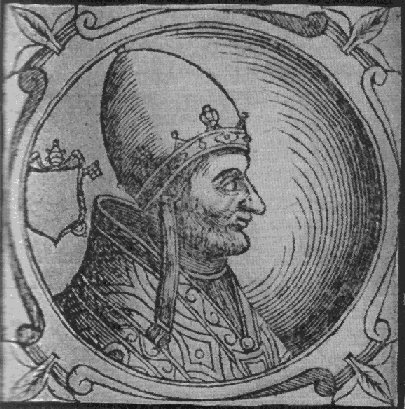
Pape Adrien IV (1154-1159). Pour lutter contre les Normands de Guillaume le Mauvais, il tente de faire alliance avec Frédéric Barberousse tout en maintenant la suprématie du pape sur l'empereur.

La deuxième période vit un renversement des alliances occasionné par la mort de Conrad III et de Roger II. Alors qu’il se préparait à aller rejoindre Conrad III en Italie, Manuel apprit que les Serbes, soutenus par les Hongrois et probablement aussi par les Normands, s’étaient révoltés. Pendant ce temps, Louis VII, toujours davantage persuadé de la duplicité des Byzantins, rencontrait Roger II en Calabre, où ils discutèrent d’une nouvelle croisade, cette fois contre Byzance. Ce plan ne put aboutir, le pape n’ayant pas donné son accord, Conrad réussissant à vaincre les Guelfes, pendant que Manuel conduisait une expédition punitive contre les Serbes et les Hongrois,,.
Toutefois, en février 1152, Conrad mourut et fut remplacé par Frédéric Barberousse, qui rêvait lui aussi de réunifier les empires d’Orient et d’Occident, mais à son profit. En juillet 1153, ce fut au tour du pape Eugène III de mourir et d’être remplacé, après le bref pontificat d’Anastase IV, par Adrien IV. Enfin, le 26 février 1154, Roger II mourut à son tour, laissant la couronne à son fils Guillaume Ier, qui offrit à Manuel de négocier. Divers barons normands s’étant soulevés, Manuel prit cette offre pour une admission de faiblesse et se prépara à envahir les Pouilles pendant qu’Adrien IV envahissait les États normands. Mal leur en prit : Guillaume réussit à défaire les Byzantins à Brindisi en 1156, à soumettre ses vassaux et à forcer le pape à négocier la paix. Il ne restait plus à Manuel qu’à retirer ses troupes d’Italie et à conclure la paix avec Guillaume en 1158,,,.

### Retour à la réalité (1158-1180)
La troisième période devait montrer que Manuel avait eu tort de négliger l’Orient. Elle compléta aussi le renversement des alliances en mettant fin à la coopération traditionnelle avec Venise.

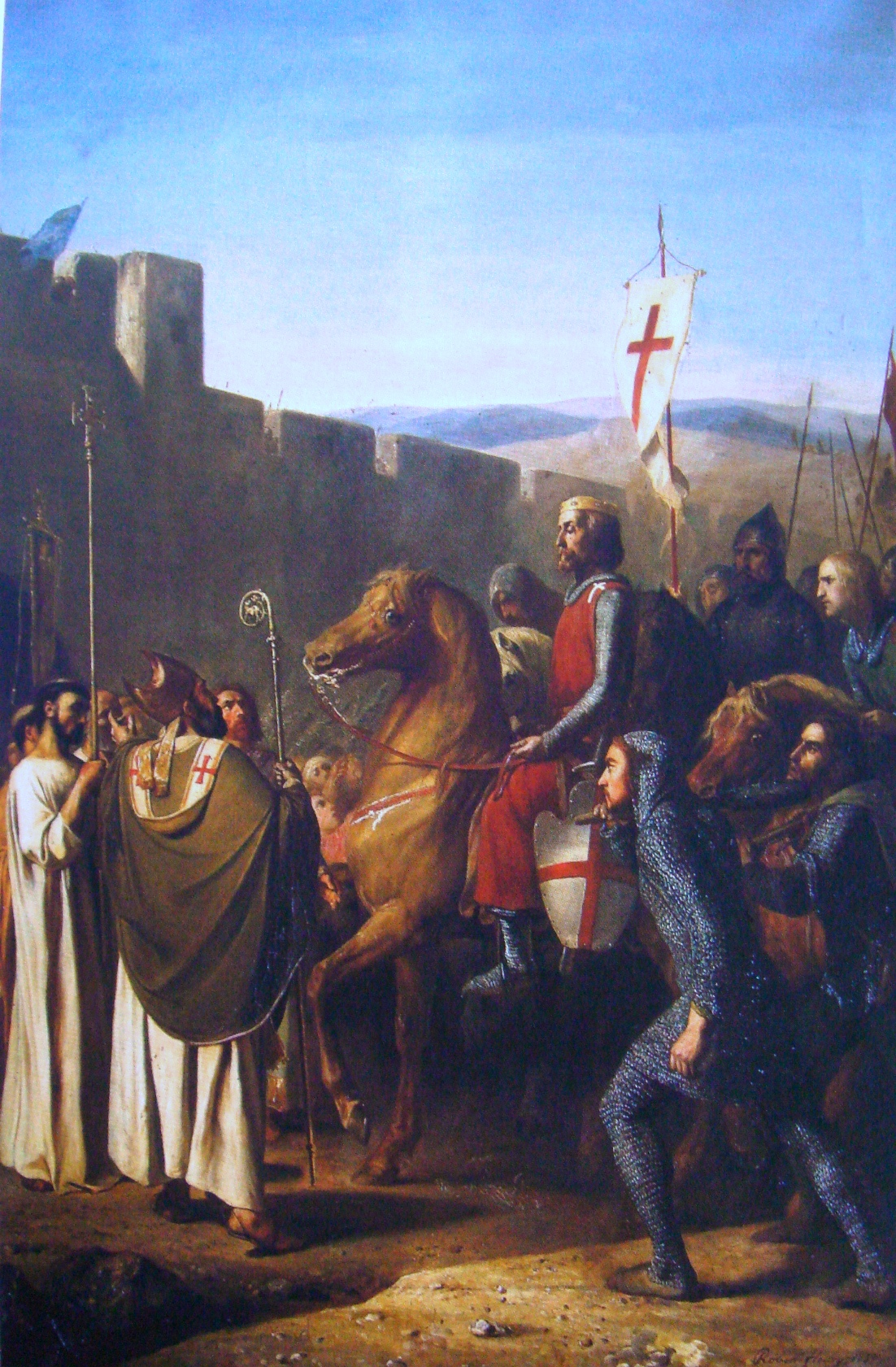
Baudoin de Boulogne, roi de Jérusalem, faisant son entrée dans Édesse en février 1098. D'après une peinture de J.N. Robert-Fleury, 1840.

En 1156, le nouveau prince d’Antioche, Renaud de Châtillon, s’était emparé de Chypre avec l’aide du chef national des Arméniens, Thoros, qu’il s’était engagé à combattre. Deux ans plus tard, l’empereur se mit en route vers la Cilicie. Thoros s’enfuit à son approche tandis que Renaud, pris de panique, implorait la paix. Sur ces entrefaites, le roi Baudouin III de Jérusalem arriva. Manuel et lui devaient immédiatement devenir de grands amis. C’est ainsi que, le jour de Pâques 1159, Manuel fit son entrée solennelle à Antioche, en grand apparat, le diadème impérial sur la tête, Renaud marchant à ses côtés en tenant les rênes de son cheval, suivi de Beaudoin à cheval, mais sans arme et tête nue. Ainsi était reconnue la suprématie du basileus en tant que chef de file du monde chrétien. Le même genre de cérémonial se renouvèlera en 1165 lors de la visite du successeur de Beaudoin, Amaury Ier, à Constantinople,,,.
Sur le chemin du retour, Manuel rencontra les émissaires de Nur ad-Din qui lui proposait la paix, le retour de six mille prisonniers chrétiens et s’engageait à envoyer une expédition contre les Turcs seldjoukides. Manuel accepta, à la consternation des Latins. Ceci lui permit à l’automne 1159 de retourner en Anatolie à la tête d’une expédition contre le sultan seldjoukide Kilidj Arslan II. Contre les forces combinées de l’empereur, des troupes petchenègues payées par Renaud et Thoros, celles de Nur ed-Din et des Danichmendides, le sultan dut se rendre et signer un traité en 1162, qui rendait à l'empire toutes les villes grecques occupées par les Seldjoukides, promettait de fournir des troupes et de venir en visite officielle à Constantinople, où le même genre de cérémonial l’attendait. L’empereur n’était plus le chef de file des seuls chrétiens, mais aussi de l’Œkoumène,.
La mort de Géza II de Hongrie en 1161 fournit prétexte à une intervention dans ce pays, que Manuel aurait voulu rattacher à l’empire. Il prit parti contre le fils de Géza, Étienne III, et soutint plutôt ses frères, Étienne IV et Ladislav. Au terme d’une longue guerre, la Dalmatie, la Croatie et la Bosnie ainsi que la région de Sirmium (Sremska Mitrovica en Voïvodine) revenaient à l’empire, et le prince Béla, héritier du trône hongrois, était envoyé parfaire son éducation à Constantinople où, en recevant le titre de sébastocrator, il devenait également héritier du trône. La naissance d’un fils de Manuel risqua d’engendrer un conflit, mais Béla dut retourner en Hongrie à la mort d’Étienne III, tandis que les Serbes de Rascie se voyaient privés de l’appui hongrois et qu’Étienne Némanja, devait, à la suite d'une expédition en 1172, faire publiquement sa soumission, comme Renaud de Châtillon et Amaury avant lui,,,.
Le règne de Manuel était à son apogée. À la suite des règnes d’Alexis, de Jean II et de ses propres succès, Byzance était redevenue une grande puissance dans les Balkans, en mer Égée et dans le monde méditerranéen, capable de déployer des armées puissantes, des flottes imposantes et d’acheter amis ou ennemis grâce à des réserves d’or inépuisables.

Le sultanat de Roum en 1190 montrant l'emplacement des batailles de Dorylaeum (1147), Myrioképhalon (1176) et d'Antalya (1207).

C’est alors que la fortune commença à tourner. L’inimitié existant entre Venise et Frédéric Barberousse avait poussé la république italienne à maintenir des relations cordiales avec Byzance, en dépit du fait que leurs intérêts commerciaux se heurtaient en Dalmatie. Cependant la tension montait dans la colonie, à tel point que les Vénitiens émigrèrent en masse de Constantinople et finirent par rompre les relations commerciales. Manuel leur tendit un piège. Après leur avoir promis de leur donner l’exclusivité du commerce à Constantinople, 20 000 d’entre eux revinrent. Manuel les fit arrêter, alléguant qu’ils étaient les auteurs d’une attaque contre le quartier génois de Galata et confisqua tous leurs biens. En représailles, Venise envoya une flotte occuper l’ile de Chios, après quoi le doge se rapprocha à la fois de Barberousse et du roi de Sicile. Manuel dut se résigner à demander la paix. Le traité de Venise en 1177, mettant fin à la guerre avec la Ligue lombarde et amenant une réconciliation entre le pape et Barberousse, faisait s’évanouir le rapprochement politique et religieux que Manuel avait espéré conclure avec la papauté,.
En Asie mineure, une tentative de croisade (1168-1171), dirigée par Byzance avec l’aide des États francs contre l’Égypte, se termina par un fiasco. De plus, la mort de Nur ed-Din, en 1174, laissait les Danichmendides sans protection contre le sultan Kilidj Arslan, qui affermissait sa puissance en Asie mineure. L’année suivante les relations étaient rompues entre Byzance et les Turcs seldjoukides. Manuel marcha contre leur capitale, Iconium, mais subit une cuisante défaite dans les défilés de Myrioképhalon, le 17 septembre 1176. L’armée byzantine fut décimée, et Manuel devait comparer cette défaite à celle subie 105 ans plus tôt par son ancêtre, Romain IV Diogène, à Mantzikert. Elle devait marquer la fin du rêve de Manuel d’imposer l’autorité de Byzance sur l’Asie mineure,,,,.

### Situation intérieure

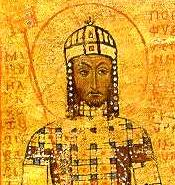
Absorbé par des projets lointains et ambitieux, Manuel Ier en oublia les menaces plus rapprochées et les coûts de ses guerres sur les finances de l'empire.

Toutes ces guerres avaient toutefois laissé Byzance passablement isolée, tant en Europe, en raison de ses tentatives pour ressusciter l’idée impériale et de ses alliances avec des musulmans, qu’en Asie mineure, où elle n’avait fait que remplacer plusieurs petites puissances hostiles entre elles par un seul ennemi bien organisé qui finit par le battre. Sur le plan intérieur, à la mort de Manuel, les finances étaient en désordre, l’empire était épuisé et le prestige impérial sérieusement compromis.
La diplomatie de Manuel était basée sur des subsides, pots-de-vin et cadeaux de toutes sortes, lesquels grevaient le budget. S’il avait relocalisé de nombreux prisonniers de guerre sur des terres d’empire et si ceux-ci lui devaient le service militaire, il dut embaucher de plus en plus de mercenaires qui vivaient aux dépens de la population locale. Par ailleurs, le régime de la noblesse militaire encouragea la grande propriété et les biens grevés de services des pronoïaires introduits sous Jean II. Si sous le régime de la noblesse civile des Doukas on fuyait le régime militaire, chacun voulait maintenant soit être soldat, soit avoir partie liée avec l’armée pour pouvoir survivre. Ainsi se développait une sorte de féodalisation qui, en augmentant le pouvoir de la noblesse, diminuait le pouvoir de l’empereur,,.
Le règne de Manuel marqua ainsi à la fois l’apogée des Comnènes et le début de leur déclin.

## Alexis II (1180-1183)
Né porphyrogénète le 14 septembre 1169, Alexis II fut couronné coempereur deux ans plus tard. Sa mère, Marie d’Antioche, fille de Raymond de Poitiers, était détestée comme étrangère et première latine à régner à Constantinople. C’est à elle toutefois que Manuel avait confié la régence en cas de minorité, à condition que celle-ci prenne l’habit monastique à sa mort, ce qu’elle fit. Mais elle continua à diriger les affaires de l’État avec le protosébaste Alexis Comnène, neveu de Manuel et oncle de la reine de Jérusalem. De concert, ils justifièrent les craintes du peuple de voir les marchands italiens et l’aristocratie dilapider les biens publics et accaparer les hautes charges de l’État,.

La Serbie au temps d'Étienne Nemanja, montrant aussi l'extension du royaume de Hongrie.

Pendant ce temps, le jeune Alexis, vaniteux et orgueilleux, passait ses jours à la chasse, délaissant totalement les affaires de l’État. Diverses tentatives de coup d’État eurent lieu, dont celui de la fille de Manuel, Marie, qui avait épousé Rainier de Montferrat. Le coup avait probablement pour but d’assassiner le protosébaste et de régner au nom d’Alexis II. Dénoncés, Marie et Rainier se réfugièrent à Sainte-Sophie, où ils demeurèrent deux mois sous la protection du patriarche et de gens du peuple. Béla III de Hongrie en profita pour reprendre la Dalmatie, la Bosnie et Sirmium, alors qu’Étienne Némanja répudiait la souveraineté byzantine. En Asie mineure, Kilidj Arslan II réussit à couper le lien entre l’empire et la côte sud, tandis que le roi d’Arménie, Ruben III, s’avançait en Cilicie,.
C’est alors qu’Andronic Comnène entra en scène. Fils d’Isaac, frère de Jean II, il avait été élevé à la cour du sultan d’Iconium de même que son cousin germain, le futur empereur Manuel, avec qui il ne put jamais véritablement s’entendre. Après une vie passablement mouvementée et déjà dans la soixantaine, il exerçait les fonctions de gouverneur dans la région du Pont. En avril 1182 il sentit le moment venu d’entrer en action et marcha sur Constantinople. Les troupes envoyées par la Régence pour lui barrer la route se rallièrent à lui. Désormais en position de force, il rejeta le compromis offert par le protosébaste et exigea le départ de celui-ci et l’entrée définitive de Marie d’Antioche dans un couvent. Bientôt le peuple de Constantinople se souleva en sa faveur, donnant libre cours à la fureur accumulée depuis des années contre les étrangers : les quartiers occupés par les Occidentaux furent pillés et les habitants systématiquement massacrés. Il devait en résulter une rupture complète entre Byzance et l’Occident,,,,.
Certain de pouvoir renverser la Régence, il fit son entrée à Constantinople en septembre et s’empressa de faire couronner Alexis II à Sainte-Sophie. À la suite de quoi il fit empoisonner Marie et Rainier avant d’obliger le jeune Alexis à signer l’arrêt de mort de sa mère, laquelle fut étranglée dans sa cellule. Le patriarche Théodose fut déposé et remplacé par Basile Kamateros. Enfin, la plupart des dignitaires du palais furent remplacés par des hommes à la dévotion d’Alexis. Un an après son arrivée à Constantinople, Andronic jugea le moment venu de se faire couronner coempereur par le nouveau patriarche. Quelques semaines plus tard Alexis II était étranglé dans son lit et son corps jeté dans le Bosphore. Andronic se retrouvait seul empereur. Pour compléter sa prise de pouvoir, il épousa la veuve d’Alexis II, Agnès-Anne de France, alors âgée de 11 ans et de cinquante ans sa cadette,,,,,.

## AndronicIer(1183-1185)

L'empire byzantin en 1180, proche de la fin de la dynastie des Comnènes.

Le règne d’Andronic fut aussi court que celui de son prédécesseur : accueilli dans l’enthousiasme, il était assassiné deux ans plus tard par une foule en colère. S’il voulut régénérer l’empire, il ne connaissait qu’un moyen d’y parvenir : la force brutale.

### Le régime de réformes se transforme en régime de terreur
Ayant éliminé toute opposition, Andronic se mit à éradiquer les causes du déclin de l’empire. Il redressa le fonctionnement de l’administration en relevant les traitements des gouverneurs de provinces et des fonctionnaires, et en s’assurant que ceux-ci soient versés régulièrement, en supprimant la vénalité des charges, en établissant de nouveaux registres pour l’impôt et en envoyant dans les provinces des juges probes et intègres. C’est ainsi qu’il ordonna de faire pendre aux mâts des bateaux ceux qui avaient l’habitude de piller les bateaux coulés.
En défendant ainsi les paysans, Andronic s’aliéna la grande aristocratie foncière qui était devenue l’armature même de l’État et dont l'affaiblissement, par les exécutions massives qu’instaura le régime, eut des conséquences sérieuses pour la défense de l’empire. Les tentatives de coup d’État se multiplièrent, et Andronic y répondit à sa manière habituelle. Début 1185, Isaac Comnène, ancien doux de Cilicie (qui avait pourtant été racheté par Andronic après la conquête de son duché), se proclama empereur à Chypre. Ne pouvant s’emparer d’Isaac, Andronic fit lapider et empaler deux de ses parents. Lorsqu’on découvrit un complot visant à mettre sur le trône Alexis Comnène, fils bâtard de Manuel et époux de sa fille, il fit pendre ou aveugler les conspirateurs, y compris son beau-fils. Il n’est donc pas surprenant que nombre d’aristocrates s’enfuirent vers l’Occident, où ils se joignirent à la campagne de dénigrement de Byzance,,,,,.

### Guerre avec la Hongrie, retour de Venise, invasion des Normands
Contrairement à Manuel, Andronic détestait autant l’Occident, où on s’agitait contre lui, que les principautés latines de Syrie. Ayant séjourné à la cour de Nur ad-Din, il contacta son successeur, Saladin, avec lequel il conclut un traité d’alliance visant à se partager les dépouilles de leurs ennemis communs, les Turcs seldjoukides et les Latins de Palestine,.
Cette « alliance contre nature » ne fit qu’aviver l’antipathie de l’Occident à l’endroit de Byzance. En même temps, les troubles à l’intérieur de l’empire encouragèrent Hongrois et Serbes à reprendre la politique expansionniste qu’était parvenu à réprimer Manuel. Dès 1181, Béla III s’emparait de la Dalmatie, d’une partie de la Croatie et de la région de Sirmium, tandis qu’Étienne Némanja proclamait son indépendance et réunissait sous son sceptre la Dioclée et la Rascie. Deux ans plus tard, Hongrois et Serbes envahissaient l’empire et s’emparaient de Belgrade, Branichevo, Niš et Sofia, que les croisés trouveront six ans plus tard abandonnées et dévastées,,.

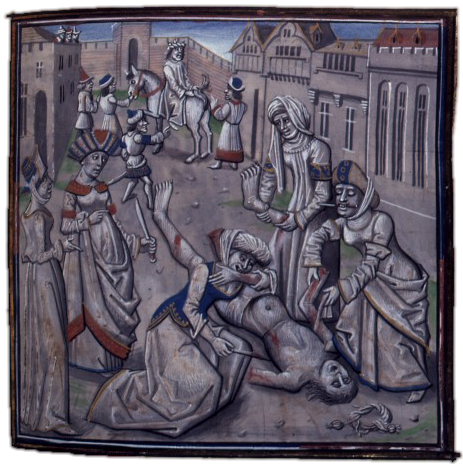
Mort d'Andronic Ier d'après un manuscrit du Moyen Âge. À l'arrière-plan, l'empereur est monté à l'envers sur une ânesse, tenant dans la main qui lui reste la queue de celle-ci, puis, à l'avant-plan, livré aux femmes.

En 1184, les fiançailles du roi Henri, fils de Frédéric Barberousse, et de Constance, tante et héritière de Guillaume II de Sicile, rapprochaient les deux plus mortels ennemis de Byzance. Andronic tenta de se prémunir contre ce danger en se rapprochant de Venise, avec laquelle il signa un traité accordant des réparations pour les dommages subis en 1171 et permettant aux Vénitiens de revenir à Constantinople reprendre leurs comptoirs, ce qui raviva la haine de la population,.
Guillaume II, qui avait donné asile à un jeune Grec prétendant être Alexis II, préparait effectivement une expédition maritime qui prenait des airs de croisade contre Byzance. Partie en juin 1185 de Messine, elle s’emparait à la fin du mois de Dyrrachium et en aout de Thessalonique, où les Latins se livrèrent à un pillage rappelant les sept mille morts que Théodose le Grand avait fait à l’hippodrome 800 ans plus tôt. La nouvelle de ces massacres atteignit bientôt Constantinople, où la panique se répandit. Jamais auparavant les Normands ne s’étaient approchés à ce point de Constantinople. La révolution grondait. Elle éclata lorsqu’un devin identifia un cousin de l’empereur, Isaac Ange, comme possible auteur d’une tentative de coup d'État. Celui-ci tua Étienne Hagiochristophoritès, chargé de l’arrêter, et alla se réfugier à Sainte-Sophie, où il fut rejoint par une foule en colère qui le proclama empereur le lendemain (11-12 septembre 1185). Pris de panique, Andronic tenta de s’enfuir mais fut rattrapé sur les bords de la mer Noire et ramené à Constantinople, où une foule en colère le mit en pièces quelques jours plus tard,,,.
La dynastie des Comnènes, qui avait réussi sous trois empereurs remarquables à redonner à l’empire une partie de sa gloire passée, disparaissait lamentablement, ayant surestimé ses forces dans un monde où la création de royaumes féodaux rendait impossible la renaissance d’un empire universel. À l’intérieur même de l’empire, le renforcement de la puissante aristocratie des grands propriétaires terriens, et l’affaiblissement du pouvoir impérial qui en découlait, rendra impossible à la dynastie des Anges d’éviter l’effondrement final en 1204.

## Une administration centrée autour de la personne de l'empereur
L’administration byzantine connaît des changements profonds sous les Comnènes, tout en s’inscrivant dans une réelle continuité. Alexis s’illustre par la diversité des nouveaux titres qu’il instaure, bouleversant sensiblement l’ordre protocolaire traditionnel. La logique de cette titulature repose principalement sur la famille impériale. Les degrés de proximité avec l’empereur sont illustrés par la collation de titres et de dignités toujours plus grandiloquentes. Le sébastokrator devient le titre le plus important, dépassant celui de césar, les anciennes dignités en général perdant de la valeur, quand elles ne disparaissent pas complètement.
Les alliances matrimoniales, qui ont permis aux Comnènes d’accéder au pouvoir, deviennent le nœud du pouvoir, entraînant des luttes d’influence. Plus encore que sous les dynasties précédentes, la famille impériale joue un rôle décisif dans le destin de l’Empire, au détriment d’une méritocratie certes limitée mais réelle. Les Comnènes tentent de s'unir à l'ensemble des grandes familles byzantines, comme les Doukas, pour consolider leur emprise sur le trône. Ce mode de fonctionnement dévoile ses limites à la mort de Manuel. Dès lors qu’Alexis II est mineur, il n’est plus en mesure d’incarner la figure centrale de l’empereur. Les luttes d’influence au sein de la cour impériale peuvent alors redoubler d’intensité, favorisant l’effondrement d’un mode de gouvernement intrinsèquement fragile.
Au niveau régional, les équilibres ont été bouleversés par la perte de l'Asie Mineure et de l'Italie. Les circonscriptions territoriales, les thèmes, sont cependant recréées au fur et à mesure de la reconquête de l'Anatolie, même si leur rôle militaire est désormais négligeable. Des duchés sont aussi créés sur certains territoires. Plus fondamentalement, des phénomènes de sécession apparaissent aux confins de l'Empire, qui illustrent les lacunes de l'autorité impériale. Les îles de Chypre et de Crète connaissent des mouvements sécessionnistes, de même que les environs de Trébizonde sous Théodore Gabras. Ces mouvements préfigurent la perte par l'Empire de certaines de ces provinces peu de temps après la chute de la dynastie des Comnènes.

## Le renouveau des forces militaires byzantines
Sous les Comnènes, l’armée byzantine retrouve une partie de sa puissance de l’ère macédonienne. À l’arrivée au pouvoir d’Alexis Ier, elle est profondément désorganisée par des années de guerre civile. La plupart des unités traditionnelles, les tagmata, ont disparu et les frontières ont été laissées à l’abandon, la crise du Xe siècle consacrant le déclin du stratiote, le paysan-soldat chargé de la défense des terres frontalières.
Cependant, la famille des Comnène est d’origine militaire, Alexis Ier étant lui-même général. De ce fait, elle est particulièrement sensible aux questions militaires et se consacre à la refondation de l’armée. Les tagmata sont reformées mais ne reprennent pas le nom des anciennes unités. Au contraire, d’autres unités historiques sont maintenues comme la garde varangienne. L’usage de mercenaires reste une constante de l’histoire militaire byzantine. Les chevaliers occidentaux sont de plus en plus présents dans les forces militaires, incarnant la puissance militaire de l’Europe occidentale qui suscite crainte et admiration à Constantinople. Des guerriers turcs ou des archers à cheval petchénègues sont aussi incorporés, ainsi qu'une unité d'origine hongroise, les Vardariotai. Néanmoins, les empereurs restent attentifs au maintien d’unités autochtones, assurant la cohésion de l’armée.
Sous Alexis, une véritable armée professionnelle est de nouveau en mesure de combattre les adversaires de l’Empire et de mener des guerres de reconquête, aux côtés par exemple des Croisés. En revanche, il ne faut pas voir dans l’œuvre réformatrice d’Alexis un plan méticuleusement pensé, mais bien une adaptation aux forces et faiblesses de l’Empire ainsi qu’à ses adversaires directs. Les empereurs procèdent d’abord par expédients.
L’armée byzantine reste structurée autour de la prédominance de la cavalerie lourde (les cataphractaires), qui est l’élite de l’armée, même si la chevalerie occidentale se montre souvent supérieure. Les armes de siège occupent une place centrale dans des guerres souvent faites de sièges. La défaite de Myrioképhalon, loin d’être dramatique sur le plan humain, est surtout marquée par la perte de l'équipement de siège, empêchant Manuel Ier de partir à la conquête d’Iconium.
Les grades de l’armée subissent aussi des bouleversements, à l’image de l’ensemble de la hiérarchie protocolaire byzantine. Le Grand Domestique devient le chef de l’armée, tandis que la division traditionnelle entre Domestique des Scholes d’Orient et Domestique des Scholes d’Occident disparaît. Le protostrator devient aussi un personnage de premier plan, en tant que général en second.
La marine byzantine, sur le modèle de l'armée, doit être réorganisée. À l’abandon au début du règne d’Alexis, elle est concurrencée par les républiques italiennes naissantes, qui mettent la main sur les routes commerciales. Les empereurs byzantins parviennent à recréer une marine digne de ce nom, sous la direction d’un mégaduc. Sous Manuel, elle peut conduire des expéditions au-delà des mers, en Italie et jusqu'en Égypte. Pour autant, elle ne retrouve pas sa prédominance d'antan. Les Républiques de Venise et de Gênes sont des rivaux indépassables, dont la maîtrise des mers grandissante représente un défi majeur pour la puissance byzantine.

#### Sources primaires
Fille ainée d’Alexis Ier, Anne Comnène et son Alexiade est une des principales sources pour cette période. Biographie de son père de ses débuts jusqu’à sa mort (1069-1118), l’Alexiade nous renseigne non seulement sur la période de la restauration de la puissance byzantine, mais aussi sur la rencontre entre Byzance et l’Occident pendant la première croisade, et sur les luttes de l’empire avec les Normands et les peuples des steppes du Nord et de l’Est. Le mari d’Anne, le césar Nicéphore Bryenne, nous a également laissé une histoire de la maison des Comnènes à partir d’Isaac jusqu’à Nicéphore Botaniatès, mais l’œuvre est demeurée inachevée. Enfin, Jean Zonaras reprend dans sa Chronique universelle le récit de l’Alexiade, mais en y apportant d’importants compléments.
Pour l’époque qui suit celle d’Alexis, l’œuvre de Jean Kinnamos expose avec simplicité et concision le règne de Manuel Ier, alors que Nicétas Choniatès, secrétaire impérial de la cour et grand logothète sous les Anges, traite dans son Histoire de la période allant du règne d’Alexis jusqu’en 1206.
Parmi les sources occidentales, on peut mentionner les Gesta Francorum, Villehardouin et Robert de Clari, qui éclairent les relations entre Byzance et l’Occident, même si des textes comme la Gesta Francorum ont été rédigés afin de nourrir le sentiment antibyzantin qui se développait en Occident. Il faut également mentionner un faux célèbre qui contribua à répandre en Occident l’idée qu’Alexis avait trahi les croisés. Cette lettre, supposément d’Alexis Ier au comte de Flandre, nous est parvenue sous sa forme latine comme un appel à la croisade. En fait, elle a probablement été fabriquée à partir d’une véritable lettre de l’empereur ayant trait au recrutement de mercenaires occidentaux (Voir à ce sujet, E. Joranson, « The Problem of the Spurious Letter of Emperor Alexis to the count of Flanders », Amer. Hist. Rev., 55 (1950), p. 811 et sq.)
- Anonyme. Gesta Francorum et aliorum Hierosolymitanorum, éd. et trad. française L. Bréhier, Paris, C.H.F., 1924.
- Nikephoros Bryennios. Historiarum libri quattuor, ed. et trad. Paul Gautier, Bruxelles, 1975.
- Nicetas Choniatès. Historia. [livres Google] https://books.google.com/books?id=Yh4bAAAAIAAJ&oe=UTF-8
- Robert de Clary. La conquête de Constantinople, trad. P. Charlot, Paris, 1939.
- Anna Comnena. The Alexiad, trans. E.A. Sewter, Harmondsworth, 1969.
- Eustathe de Thessalonique. Opuscula, [livre Google] https://books.google.fr/books?id=0uIq3VreEH4C&dq=related:BCUL1092301567.
- Georges & Demetrios Tornikès. Lettres et discours, Paris, éd. J. Darrouzès, 1970.
- Guillaume de Tyr. Belli Sacri Historia et Historia Rerum in Partibus Transmarinis Gestarum dans Recueil des Historiens des Croisades, Académie des Inscriptions et Belles Lettres, Paris 1841-1906, vol 1; traduit en français dans Collection des Mémoires Relatifs à l’Histoire de France de F. Guizot, 29 vols. Paris, 1823-1827. Pour les Comnènes : vols. 16-18.
- Villehardouin. La conquête de Constantinople, éd. et trad. E.Faral, Paris, C.H.F. 1938-1939, 2 vol.
- Jean Zonaras. Epitome historiarum, [livre Google] https://books.google.ca/books/about/Joannis_Zonarae_Epitome_historiarum_Cum.html?id=xIWBKQEACAAJ&redir_esc=y

#### Sources secondaires
- Pierre Aubé. Les empires normands d’Orient, Paris, Tallendier, 1983.  (ISBN 2-235-01483-6).
- Malcolm Billing. The Cross & the Crescent, A History of the Crusades, New York, Sterling Publishing co, 1990.  (ISBN 0-8069-7364-1) (Paper).
- Louis Bréhier, Vie et mort de Byzance, Paris, Albin Michel, coll. « L'Évolution de l’Humanité », 1969
- Ferdinand Chalandon. Essai sur le règne d'Alexis Ier Comnène (1081-1118). Paris : A. Picard. 1900.
- Ferdinand Chalandon. Les Comnènes. Étude sur l’empire byzantin au XIe et XIIe siècles, Paris, 1900-1912, 3 vol.
- Thalia Gouma-Peterson. Anna Komnene and Her Times, New York & London, Garland Publishing, inc., 2000.  (ISBN 0-8153-3851-1).
- (en) John Haldon, Warfare, State and Society in the Byzantine World, 656-1204, Londres & New York, Routledge, 1999 (ISBN 1 85728 495 X).
- (en) Jonathan Harris, Byzantium and The Crusades, Londres, New York, Hambeldom Continuum, 2003 (ISBN 1 85285 501 0).
- (en) Alexander Kazhdan (dir.), Oxford Dictionary of Byzantium, New York et Oxford, Oxford University Press, 1991, 1re éd., 3 tom. (ISBN 978-0-19-504652-6 et 0-19-504652-8, LCCN 90023208).
- (en) Cyril Mango, The Oxford History of Byzantium, Londres, Oxford University Press, 2002 (ISBN 0-19-814098-3).
- (en) John Julius Norwich, Byzantium, The Decline and Fall, New York, Alfred A. Knopf, 1996 (ISBN 0-679-41650-1). (L'œuvre se présente en trois volumes: Byzantium: the Early Centuries; Byzantium: The Apogee; Byzantium: The Decline and Fall, dotés d’une double pagination, successive pour les trois volumes et individuelle pour chacun d’eux ; c’est cette dernière que nous utilisons dans les références).
- Georges Ostrogorsky, Histoire de l’État byzantin, Paris, Payot, 1983 (ISBN 2-228-07061-0).
- Steven Runciman. A History of the Crusades, 3 vols., Cambridge, Cambridge University Press, 1951-1954.
- (en) Warren Treadgold, A History of the Byzantine State and Society, Stanford, Stanford University Press, 1997 (ISBN 0-8047-2630-2).